# Саутмонт (Пенсільванія)
Саутмонт (англ. Southmont) — місто (англ. borough) в США, в окрузі Кембрія штату Пенсільванія. Населення — 2045 осіб (2020).

## Географія
Саутмонт розташований за координатами 40°18′39″ пн. ш. 78°55′58″ зх. д. / 40.31083° пн. ш. 78.93278° зх. д. (40.310826, -78.932702).  За даними Бюро перепису населення США в 2010 році місто мало площу 2,72 км², уся площа — суходіл.

## Демографія
Згідно з переписом 2010 року, у селищі мешкали 2284 особи в 984 домогосподарствах у складі 647 родин. Густота населення становила 840 осіб/км².  Було 1062 помешкання (391/км²).
Расовий склад населення:
| - 95,8 % — білих - 1,3 % — азіатів - 0,7 % — чорних або афроамериканців - 0,2 % — корінних американців |

До двох чи більше рас належало 1,1 %. Частка іспаномовних становила 2,2 % від усіх жителів.
За віковим діапазоном населення розподілялося таким чином: 21,7 % — особи молодші 18 років, 55,9 % — особи у віці 18—64 років, 22,4 % — особи у віці 65 років та старші. Медіана віку мешканця становила 46,1 року. На 100 осіб жіночої статі у селищі припадало 90,8 чоловіків;  на 100 жінок у віці від 18 років та старших — 86,0 чоловіків також старших 18 років.
Середній дохід на одне домашнє господарство  становив 73 987 доларів США (медіана — 56 149), а середній дохід на одну сім'ю — 89 303 долари (медіана — 72 500). Медіана доходів становила 57 031 долар для чоловіків та 30 492 долари для жінок. За межею бідності перебувало 6,6 % осіб, у тому числі 6,7 % дітей у віці до 18 років та 10,3 % осіб у віці 65 років та старших.
Цивільне працевлаштоване населення становило 1074 особи. Основні галузі зайнятості: освіта, охорона здоров'я та соціальна допомога — 36,8 %, фінанси, страхування та нерухомість — 12,8 %, науковці, спеціалісти, менеджери — 10,0 %, роздрібна торгівля — 9,7 %.